# Pokéfuta

Pokéfuta đầu tiên được lắp đặt, ở Ibusuki với hình Eevee

Pokéfuta (Nhật: ポケふた) hoặc Nắp Poké là nắp cống ở Nhật Bản được trang trí bằng hình vẽ các nhân vật Pokémon. Khởi đầu lắp đặt vào năm 2018, hơn 200 nắp được The Pokémon Company lắp đặt tại các thành phố trên cả nước. Chúng đóng vai trò là các điểm tham quan địa phương, thu hút du khách đến các địa điểm ít được biết đến ở Nhật Bản.

## Bối cảnh
Tại Nhật Bản, nắp cống thường được trang trí bằng các thiết kế nghệ thuật, theo CBS News đưa tin vào năm 2019 có hơn 6.000 thiết kế trải dài trên khắp Nhật Bản. Hoạt động này bắt nguồn từ thập niên 1980 như một chiến dịch quan hệ công chúng nhằm tái sinh hệ thống cống rãnh. Nhiều thị trấn và thành phố trên khắp Nhật Bản có thiết kế riêng biệt thể hiện bản sắc địa phương và hoạt động này thu hút sự quan tâm của công chúng cho các cuộc triển lãm nắp cống hàng năm.
The Pokémon Company, hợp tác với các chính quyền địa phương Nhật Bản trong dự án "Pokémon Local Acts", bắt đầu thiết kế và đặt hàng các nắp cống sau đó lắp đặt tại các thị trấn của Nhật Bản, một phần để thu hút du khách đến các địa điểm ít phổ biến và giúp tái sinh các thành phố bị tàn phá bởi thảm họa thiên nhiên. Miệng cống đầu tiên được lắp đặt có hình Pokémon Eevee, lắp đặt tại thành phố Ibusuki thuộc tỉnh Kagoshima vào ngày 20 tháng 12 năm 2018. Các nắp cống chế tạo tại tỉnh Saga và được tô màu thủ công.

## Phân bố
Tính đến tháng 11 năm 2021, có hơn 200 Pokéfuta được lắp đặt trên 22 tỉnh của Nhật Bản, trong đó tỉnh Miyagi là nơi nhiều nhất với 35 nắp cống được lắp đặt. Tỉnh có một Pokéfuta cho mỗi trong số 35 đơn vị hành chính. Con số này so với khoảng 100 điểm được lắp đặt vào tháng 8 năm 2020. Hokkaidō có 34 nắp, tỉnh Miyazaki có 26 điểm, trong khi thủ đô Tokyo có 12 điểm. Một địa điểm đáng chú ý là ở ngôi làng xa xôi Ogasawara ở Tokyo, nằm cách Tokyo hơn 1.000 km và có bốn nắp cống Pokéfuta. Vùng Tōhoku, nơi bị thiệt hại nặng nề bởi trận động đất và sóng thần Tōhoku năm 2011, là nơi tập trung cao nhất – một phần ba các nắp đặt ở đó tính đến tháng 3 năm 2021.
Mỗi cái nắp cống có một thiết kế độc nhất, có một hoặc nhiều hình vẽ Pokémon. Trong một số trường hợp, việc lựa chọn Pokémon đặc trưng có liên quan đến địa điểm – ví dụ: Eievui được chọn cho Ibusuki theo lối chơi chữ ("Ibusuki" (いぶすき ibusuki) đồng vần với "Tôi yêu Eievui" (イーブイ好き Ībui suki)), và ở một số tỉnh, một Pokémon phù hợp luôn được giới thiệu – chẳng hạn như ở Hokkaidō, Tottori và Fukushima, nơi tất cả các nắp cống đều có hình Pokémon Vulpix, Sandshrew/Sandslash và Chansey tương ứng, được chọn với vai trò "đại sứ Pokémon" của tỉnh. Nhiều thiết kế trên nắp cũng giới thiệu điểm nhấn du lịch địa phương tại chính địa điểm đó. Các nắp được sử dụng làm "Pokéstop" trong trò chơi di động Pokémon Go. Hàng hóa chính thức với thiết kế đặc trưng trên nắp cống cũng được phát hành.